# Élections régionales italiennes de 2019
Les élections régionales italiennes de 2019 ont lieu au cours de l'année 2019 afin de renouveler les conseils régionaux et les présidents de 5 régions d'Italie.

## Résultats
| Région     | Élection   | Président sortant  | Parti | Parti | Coal. | Coal. | Président élu     | Parti | Parti  | Coal. | Coal. |
| ---------- | ---------- | ------------------ | ----- | ----- | ----- | ----- | ----------------- | ----- | ------ | ----- | ----- |
| Abruzzes   | 10 février | Luciano D'Alfonso  |       | PD    |       | CSX   | Marco Marsilio    |       | FdI    |       | CDX   |
| Sardaigne  | 24 février | Francesco Pigliaru |       | PD    |       | CSX   | Christian Solinas |       | PSd'Az |       | CDX   |
| Basilicate | 24 mars    | Marcello Pittella  |       | PD    |       | CSX   | Vito Bardi        |       | FI     |       | CDX   |
| Piémont    | 26 mai     | Sergio Chiamparino |       | PD    |       | CSX   | Alberto Cirio     |       | FI     |       | CDX   |
| Ombrie     | 27 octobre | Catiuscia Marini   |       | PD    |       | CSX   | Donatella Tesei   |       | LN     |       | CDX   |